# (15286) 1991 RJ22
(15286) 1991 RJ22 là một tiểu hành tinh vành đai chính. Nó được phát hiện bởi Henry E. Holt ở Đài thiên văn Palomar ở Quận San Diego, California, ngày 15 tháng 9 năm 1991.